# Mesteri
Mesteri is een plaats (község) en gemeente in het Hongaarse comitaat Vas. Mesteri telt 286 inwoners (2001).